# Marambaia (Belém)

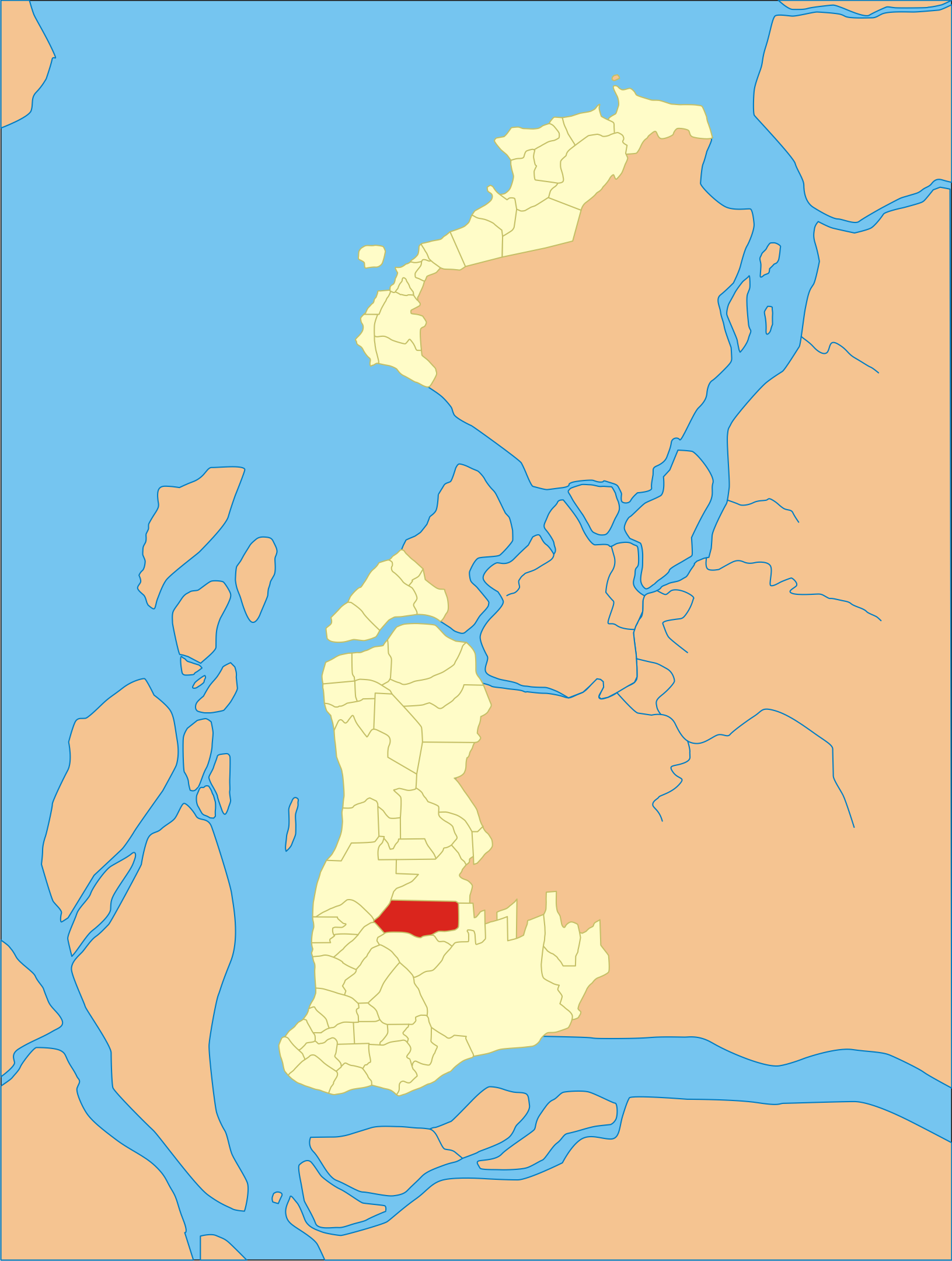
Localização do bairro Marambaia em Belém do Pará

Marambaia é um bairro periférico da zona norte do município de Belém (PA) pertencentes ao distritos administrativos da Sacramenta (DASAC) e do Entroncamento (DAENT), cujas terras pertenciam ao sr. João Baltazar, localizado na porção NE em uma área de transição social próximo a saída da cidade Rodovia BR 316 e da Rodovia Augusto Montenegro, principal via de acesso para os distritos de Icoaraci e Outeiro (que segue o traçado da antiga estrada de ferro Belém-Bragança desativada na década de 60). O bairro passa por valorização do mercado imobiliário, com a construção de vários prédios residências em torno da Marambaia, principalmente na Augusto Montenegro (chamado de Nova Belém).
A Marambaia faz limites com os seguintes bairros: noroeste: Val-de-Cans, norte: Mangueirão; leste e sudoeste: Sacramenta; sul: Souza e sudeste: Castanheira.
A Avenida Tavares Bastos é uma importante via do bairro, que inicialmente era apenas uma estrada secundária por ser tão afastada do centro, mas que sempre teve vida própria, atualmente apresenta  faculdades, supermercados (Líder Marambaia e Supermercado Mateus), posto de saúde, farmácias, clinicas de estética, bancos, igrejas, fast foods, escolas. Outra via importante é a rua da Mata, é uma das mais antigas e extensas da área, chamada de "Marambaia Velha", que inicia próximo à avenida Pedro Álvares Cabral e/ou avenida Júlio César, indo até a 6ª rua, próximo à praça Tancredo Neves. A Avenida Rodolfo Chermont é outra via muito importante do bairro e concentra estabelecimentos comerciais diversos, além da feira do Médice e da praça Dom Alberto Ramos. Na área da “Nova Marambaia” está o conjunto da Cohab ou "Gleba I", o Parque Ecológico do Município de Belém Gunnar Vingren (PEMB) e a primeira Estação de Coleta Seletiva do município.
O Bairro da Marambaia destaca-se devido as grandes áreas verdes no local, porém são de uso restritos, devido serem em áreas militares e ao Parque Ecológico. Também existe uma boa quantidade de praças e corredores arborizados nos conjuntos habitacionais horizontais do bairro, caracterizando um planejamento na ocupação do local. Mas em 2015, o bairro sofreu uma perda significativa de área verde, devido obras de infra-estrutura da malha rodoviária do município de Belém, para construção do complexo viário Júlio César Ribeiro de Souza. Algumas áreas não estão no projeto de preservação, mas são apenas áreas estratégicas para implementação de obras publicas ou militares.

## Etimologia
O termo Marambaia tem origem no tupi-guarani “Mbara-mbai”, que significa “cerco do mar” ou "caminho do mar" ou restinga.

## História
No final da década de 1950, na cidade de Belém já havia ocupado todos os terrenos firmes sem alagamentos da 1ª Légua patrimonial nos bairros do Marco e Souza, favorecendo à expansão nas áreas de várzea através da construção de: conjuntos habitacionais, assentamentos populacionais como Cidade Nova e Nova Marambaia, nos eixos viários das Rodovias BR-316 e Augusto Montenegro a partir da década de 1960, e com o avanço da estrada Belém-Brasília com o presidente Juscelino Kubitschek.
O então prefeito de Belém, Waldir Bouhid iniciou a abertura de via a partir da Estrada de Ferro (que passava na Avenida Tito Franco), iniciando a Marambaia Velha com a rua da Mata. Área considerada interior, com características rurais, caminhos de chão batido, presença de estábulos/vacarias, igarapé no meio da mata, onde se chegava apenas de trem.
A ocupação de Belém na década de 1950 era fragmentada, com a seguinte divisão:
1. Área central: bairro do Comércio;
2. Bairros periféricos ao centro: Cidade Velha e Reduto;
3. Bairros da Zona Sul, Batista Campos, Jurunas, Cremação,  Condor (Belém), Guamá;
4. Bairros da Zona Leste, Nazaré,  São Braz, Canudos, Terra Firme, e;
5. Bairros da Zona Norte: Umarizal,  Matinha, Telégrafo Sem Fio, Sacramenta, Pedreira, Marco, Sousa, Marambaia.

Na década de 1950 os bairros localizados na na zona norte e da zona sul apresentavam índices de crescimento muito expressivos, o da Marambaia alcançou um índice de 112,04%, Sacramenta 210,69%, e; Sousa 201,22%. Eram considerados os bairros de maior crescimento demográfico, chamados de bairros populares, em contraste com os velhos bairros, do Comércio com diminuição de 15,57%; Reduto 23, 21%, e; Cidade Velha um crescimento de 23,25%.
Na década de 1960 continuaram sendo os bairros mais populosos de Belém, com cerca de 280 mil pessoas. Fato devido serem ocupadas por uma população considerada pobre e bastante prolífera, que residia em pequenas residências precárias, em ocupações de estrutura desordenada caracterizada por ruas tortuosas com matos e nas margens lodosas de igarapés e arruamentos. Enquanto a área central se esvaziava, devido a invasão do comércio e da elite local, e os bairros iniciais da zona leste se estabilizam em amplos quarteirões com largas avenidas.

### Conjunto Nova Marambaia ou Cohab Gleba
Em 1960 inicio da construção da infra-estrutura de acesso ao distrito de Icoaraci, e do Conjunto Nova Marambaia na Rodovia Augusto Montenegro (chamado de Nova Belém) e a expansão imobiliária para a Augusto Montenegro. Configurando a Região Metropolitana de Belém (RMB), criada por lei complementar em 1973. Devido a viabilização da dispersão urbana e a formação polinucleada do município.
O conjunto habitacional "Nova Marambaia" ou "Gleba I" foi entregue ao moradores em 1968, parcialmente construído, com apenas 834 casas das 2.500 previstas. Esse processo continua na década de 1970 com o Governo de Alacid Nunes (1966-1971), preocupado em diminuir o problema das habitações precárias sub-humanas, iniciou a edificação de núcleos de residência dignos para os necessitados, gerando empregos, viabilizando o desenvolvimento regional, fortalecimento do setor da construção civil e ocupação da mão-de-obra, através da BNH (Banco Nacional de Habitação), SFB (Sistema Financeiro da Habitação) e da COHAB (Companhia de Habitação). A Prefeitura ficou com a função de equipar a área com praças, mercado público, posto médico e ao governo estadual coube a construção de grupos escolares e serviço de água encanada e esgotos. Tornando-se na época um conjunto pouco habitado e que não possuía linha regular de transporte público, onde os moradores andavam 18 Km para chegarem ao centro da cidade.
As áreas de várzea são vistas como alvo estratégico à especulação imobiliária nas áreas centrais. Como o caso na Avenida Doca de Souza Franco onde ocorreu aterramento, implantação de serviços infraestruturais promovidos pelo Estado e substituição das habitações em palafita por edifícios supervalorizados, ocorrendo o redirecionando desses habitantes para o Conjunto Nova Marambaia (1970).
Em 2010, após 40 anos o então prefeito de Belém, Duciomar Costa fez melhorias na infraestrutura no conjunto Gleba II formado por 23 ruas, com obras de terraplenagem, saneamento, pavimentação e iluminação das vias. Em paralelo ocorre a reforma do Conjunto Gleba I ou Nova Marambaia, com obras de recuperação do saneamento e asfaltamento.

### Feira
A feira da Marambaia iniciou nos anos 60, por moradores da região, como ponto de passagem para o distrito de Bengui.

### Conjunto Medici I e II
O conjunto Medici I, que inicia a partir da rua Rodolfo Chermont e termina após a Avenida Santarém, é conhecido pela vasta área verde decorrente da Rua da Marinha, que chega ao conjunto via rua da mata, ao adentrar vê-se a Feira do Medici e o Cemitério São Jorge. Em seguida a Praça Dom Alberto Ramos, usada como ponto de referência, utilizada para o lazer dos moradores com eventos nos finais de semana.
O conjunto Medici II é conhecido por possuir variadas opções culinárias. A lanchonete Puro Sabor é um dos motivos que fazem o conjunto ser famoso. Também o Eguatchê Espetinhos, vencedor do concurso culinário Comida Di Buteco. Além de conter a praça da Rua da Mata que conta com vários vendedores de lanches.

### Parque Ecológico de Belém
O Parque Ecológico do Município de Belém Gunnar Vingren (PEMB) possui 44 hectares, equivalente a 110 campos de futebol, localizado entre os conjuntos habitacionais Presidente Médici e Bela Vista, nos bairros da Marambaia e Val de Cans, administrado pela Secretaria de Meio Ambiente do Município de Belém (SEMMA). Sendo criado no século XX em 1991, em uma área doada a Prefeitura pela Associação dos Moradores do Conjunto Médici, com a reivindicação da criação de um Parque Ecológico com fins de preservação à biodiversidade local e com uma área de visitação destinada à população.
Este parque não possui uma estrutura apropriada para visitação, devido falta de verba orçamentária, as visitas são restritas para grupos institucionais, focado em estudo e pesquisa. No local existem: um quiosque, um chalé (centro de referência para atividades educacionais, científicas e culturais), cinco trilhas e uma ponte sobre o canal São Joaquim e outra na região de várzeas.